# Algirdas Lauritėnas
Teodoras Algirdas Adamo Lauritėnas (cirílico: Альгирдас Адамо Лауритенас) (Kaunas, 5 de novembro de 1932 – Kaunas, 7 de agosto de 2001) foi um basquetebolista lituano que integrou a Seleção Soviética na conquista da Medalha de prata nos XVI Jogos Olímpicos de Verão de 1956 realizados em Melbourne, Austrália.